# Arthur Pierson
Pour les articles homonymes, voir Pierson.
Arthur Pierson, né le 16 janvier 1901 à Oslo (Norvège) et mort le 1er janvier 1975 à Santa Monica (Californie, est un acteur, réalisateur, scénariste et producteur (de cinéma et de télévision) américain d'origine norvégienne.

## Biographie
Né à Oslo, Arthur Pierson émigre dans sa jeunesse aux États-Unis (obtenant la citoyenneté américaine) où il mène toute sa carrière. Il débute comme acteur au théâtre et joue notamment à Broadway (New York) dans onze pièces à partir de 1929, dont Night of January 16 d'Ayn Rand (1935-1936, avec Walter Pidgeon et Sarah Padden), Othello ou le Maure de Venise de William Shakespeare (1937, avec Walter Huston dans le rôle-titre et Brian Aherne) et The Unconquered d'Ayn Rand (sa dernière pièce à Broadway, 1940, avec Helen Craig et Dean Jagger).
Au cinéma, il est d'abord acteur, apparaissant dans quinze films américains de 1932 à 1935, dont La Profession d'Ann Carver d'Edward Buzzell (1933, avec Fay Wray et Gene Raymond) et You Belong to Me d'Alfred L. Werker (1934, avec Lee Tracy et Helen Mack). Il joue encore dans deux derniers films sortis en 1941 (un court métrage) et 1943.
Puis il réalise trois longs métrages, depuis Dangerous Years (1947) jusqu'à Home Town Story (1951), tous deux avec Marilyn Monroe. Sur le second, il est en outre producteur et scénariste. Sa quatrième et dernière réalisation pour le grand écran est le court métrage The Story of Dr Lister (1963, avec Moyna McGill).
Pour la télévision américaine, il participe à cinq séries comme réalisateur de 1951 à 1958, dont Schlitz Playhouse of Stars (quatre épisodes, 1952) et Sheena, reine de la jungle (dix épisodes, 1955-1956). S'ajoute le téléfilm The Christmas Carol (en) (1949, adaptation par lui du conte éponyme de Charles Dickens, avec Vincent Price en narrateur).
Superviseur des dialogues de quelques films des années 1940, dont L'Aventure de madame Muir de Joseph L. Mankiewicz (1946), il intègre au début des années 1960 les studios d'animation Hanna-Barbera et contribue au même poste à sept séries durant cette décade, dont Les Pierrafeu (quarante-sept épisodes, 1962-1965).
Enfin, à partir de 1954, outre quatre séries, il est producteur de treize téléfilms, le dernier étant Jack et le Haricot magique (en) de Gene Kelly (1967).
Arthur Pierson meurt d'une crise cardiaque le jour de l'an 1975, deux semaines avant ses 74 ans.

## Théâtre à Broadway (intégrale)
(pièces, comme acteur)
- 1929 : Remote Control de Clyde North, Albert C. Fuller et Jack Nelson[1] : Charles Golden
- 1934 : Queer People de John Floyd : Gilbert Vance
- 1934 : Broadway Interlude d'Achmed Abdullah (en) et William Almon Wolff : Robert Foster
- 1934 : Lost Horizons d'Harry Segall : Ralph Bondley
- 1935 : A Woman of the Soil de John Charles Brownell (en) : Robert Young
- 1935 : If a Body d'Edward Knoblauch et George Rosener : Dick Rainsford
- 1935-1936 : La Nuit du 16 janvier d'Ayn Rand : Siegurd Jungquist
- 1937 : Othello ou le Maure de Venise (Othello) de William Shakespeare, décors et mise en scène de Robert Edmond Jones : Roderigo
- 1937-1938 : One Thing After Another de Sheldon Noble : Bob Barnard
- 1938-1939 : What a Life (en) de Clifford Goldsmith (en), production et mise en scène de George Abbott : M. Nelson[2]
- 1940 : The Unconquered (en) d'Ayn Rand, d'après son roman Nous, les vivants (We the Living), décors de Boris Aronson, production et mise en scène de George Abbott : Pavel Syerov

## Filmographie

### Cinéma

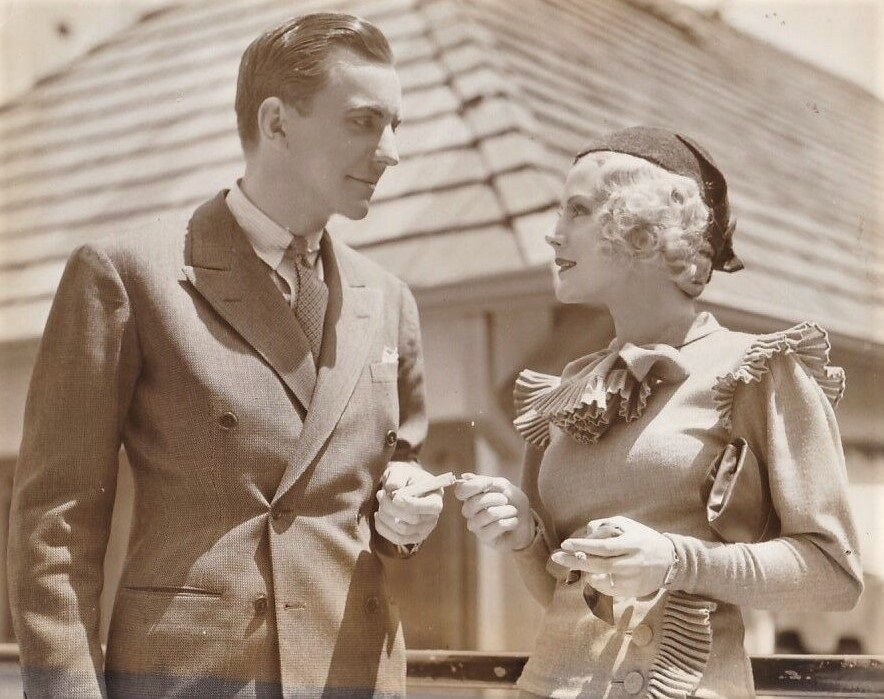
Avec Helen Mack, dans You Belong to Me (1934)

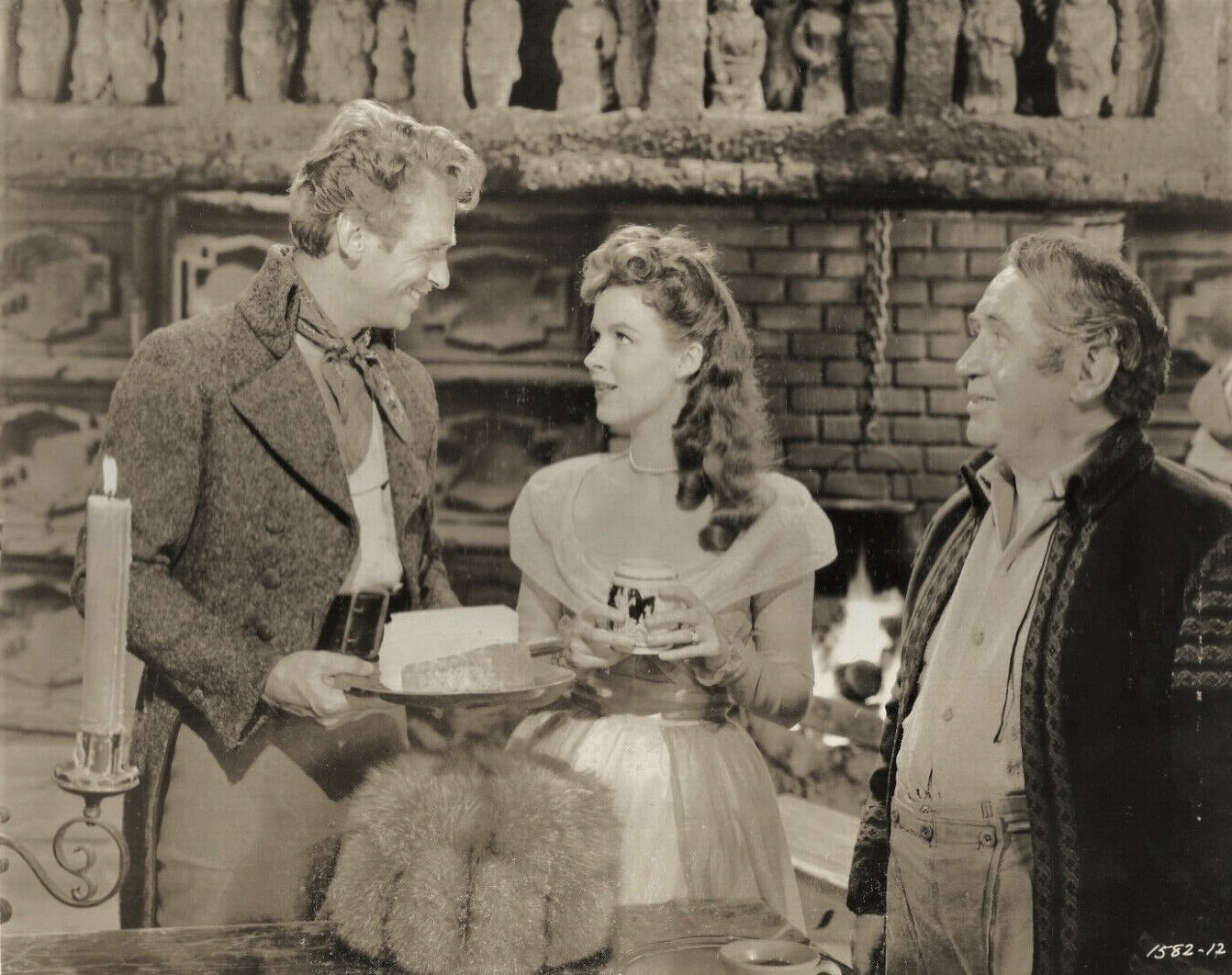
Aventure en Irlande (réalisateur, 1949), avec Douglas Fairbanks Jr., Helena Carter et Tom Moore (de g. à d.)

#### Acteur (sélection)
- 1932 : Bachelor's Affairs d'Alfred L. Werker : Oliver Denton
- 1932 : Rackety Rax d'Alfred L. Werker : Speed Bennett
- 1933 : La Profession d'Ann Carver (Ann Carver's Profession) d'Edward Buzzell : Ken Bingham
- 1933 : The Way to Love de Norman Taurog (version française alternative : L'Amour guide) : M. Joe
- 1933 : Fra Diavolo (The Devil's Brother) de Charley Rogers et Hal Roach : Lorenzo
- 1934 : Murder in the Clouds (en) de D. Ross Lederman : Jason
- 1934 : You Belong to Me d'Alfred L. Werker : Hap Stanley

#### Réalisateur (intégrale)
- 1947 : Dangerous Years
- 1949 : Aventure en Irlande (The Fighting O'Flynn)
- 1951 : Home Town Story (+ producteur et scénariste)
- 1963 : The Story of Dr. Lister (court métrage)

#### Autres fonctions (intégrale)
- 1944 : L'Odyssée du docteur Wassell (The Story of Dr Wassell) de Cecil B. DeMille (superviseur des dialogues)
- 1945 : Le Lys de Brooklyn (A Tree Grows in Brooklyn) d'Elia Kazan (superviseur des dialogues)
- 1945 : Hangover Square de John Brahm (superviseur des dialogues)
- 1946 : Le Château du dragon (Dragonwick) de Joseph L. Mankiewicz (superviseur des dialogues)
- 1946 : Behind Green Lights d'Otto Brower (superviseur des dialogues)
- 1947 : Les Conquérants d'un nouveau monde (The Unconquered) de Cecil B. DeMille (répétiteur des dialogues)
- 1947 : L'Aventure de madame Muir (The Ghost and Mrs. Muir) de Joseph L. Mankiewicz (superviseur des dialogues)
- 1949 : The Pilgrimage Play (en) de Frank R. Strayer (scénariste)
- 1955 : Des pas dans le brouillard (Footsteps in the Fog) d'Arthur Lubin (adaptation)

### Télévision (sélection)

#### Séries
- 1952 : Schlitz Playhouse of Stars (réalisateur)
  - Saison 1, épisode 36 Souvenir from Singapore et épisode 48 Port of Call
  - Saison 2, épisode 7 This Plane for Hire
- 1952-1953 : China Smith (en), 10  épisodes (réalisateur)
- 1953 : Terry et les Pirates (en) (Terry and the Pirates), 4 épisodes (réalisateur + scénariste de 2 épisodes)
- 1954 : Rocky Jones, Space Ranger (en), 39 épisodes (intégrale, producteur)
- 1955-1956 : Sheena, reine de la jungle (Sheena, Queen of the Jungle), 10 épisodes (réalisateur + producteur de 8 épisodes)
- 1962-1963 : Les Jetson (The Jetsons), 23 épisodes  (superviseur des dialogues)
- 1962-1965 : Les Pierrafeu (The Flintstones), 47 épisodes  (superviseur des dialogues)
- 1964-1965 : Jonny Quest, 26 épisodes  (intégrale de la première série, superviseur des dialogues)
- 1965-1966 : Sans Secret, l'écureuil agent secret (Secret Squirrel), 26 épisodes (intégrale, superviseur des dialogues)
- 1965-1966 : Squiddly la pieuvre (Squiddly Diddly), 26 épisodes (intégrale, superviseur des dialogues)
- 1965-1966 : Atomas, la fourmi atomique (The Atom Ant Show), 26 épisodes  (intégrale, superviseur des dialogues)
- 1965-1966 : Sophie la sorcière (Winsome Witch), 26 épisodes  (intégrale, superviseur des dialogues)

#### Téléfilms
- 1949 : The Christmas Carol (en) (réalisation + adaptation)
- 1967 : Jack et le Haricot magique (en) (Jack and the Beanstalk) de Gene Kelly (producteur)